# Droga wojewódzka nr 223
Droga wojewódzka nr 223 (DW223) – droga wojewódzka o długości 7 km na terenie województwa kujawsko-pomorskiego. Droga łączy Plac Poznański w Bydgoszczy (DW238) z węzłem Bydgoszcz Błonie na obwodnicy Bydgoszczy w Białych Błotach, gdzie krzyżują się ważne drogi krajowe - S5, S10 i DK25. Znajduje się ona na terenie dwóch powiatów: bydgoskiego i grodzkiego Bydgoszcz. Natężenie ruchu dochodzi do 24 tys. pojazdów na dobę, co stawia drogę na szóstym miejscu w tej kategorii dróg na terenie kraju.
W 2017 rozpoczęto przygotowania budowy ronda turbinowego na nowym skrzyżowaniu z drogami do Trzcińca i na Miedzyń, co wiązało się z przebudową drogi na odcinku 700 m, a także ze zmianą przebiegu dróg do Trzcińca i na Miedzyń. W ramach projektu powstały dwupasmowe jezdnie na osi Bydgoszcz – Białe Błota, a także łącznica, która umożliwi skręt w prawo na Miedzyń. Prace budowlane, współfinansowane w wysokości 4,8 mln zł przez gminę Białe Błota (o 2 mln więcej, niż pierwotnie zakładano), rozpoczęły się w 2018 realizacją przez powiat 400-metrowego odcinka łączącego rondo z drogą do Trzcińca. Przetarg na prace budowlane przy budowie samego ronda, o szacunkowej wartości blisko 14,9 mln zł, został ogłoszony w drugiej połowie 2018. Swoje oferty złożyły Strabag z ceną niespełna 21,5 mln zł oraz Przedsiębiorstwo Budowy Dróg i Mostów Kobylarnia z ofertą o wartości 18,6 mln zł, co spowodowało konieczność zwiększenia dofinansowania budowy przez gminę o 2 mln oraz województwo o 1,7 mln zł. Umowę z wykonawcą (Kobylarnia) podpisano 29 kwietnia 2019, a prace rozpoczęto 23 lipca 2019. Zakończenie inwestycji, przewidziane pierwotnie na koniec 2019, przesunięto na 2020 - najpierw na lipiec, a następnie na koniec sierpnia 2020 i dopiero ten termin został dotrzymany, przy czym nowy, południowy pas jezdni oddano do użytku już 19 grudnia 2019. Oficjalne otwarcie ronda, przewidziane na 20 października 2020, nie odbyło się z powodu pandemii COVID-19.
Niezależnie od tego podpisano porozumienie w sprawie nowego przebiegu drogi, omijającego Białe Błota. Dwa przetargi na wykonanie Studium Techniczno-Ekonomiczno-Środowiskowe dla obwodnicy drogi wojewódzkiej nr 223 w Białych Błotach nie zostały jednak rozstrzygnięte z powodu wysokich oczekiwań finansowych oferentów.

## Miejscowości leżące przy trasie DW223
- Bydgoszcz (DW238)
- Białe Błota (S5, S10, DK25)